# Power Rangers Lost Galaxy
Power Rangers Lost Galaxy là một bộ phim truyền hình Mỹ và là phần thứ bảy của loạt phim Power Rangers, dựa trên loạt Super Sentai - Seijuu Sentai Gingaman.
Kendrix (Valerie Vernon) đã bị giết nhiều lần trong suốt mùa phim, đánh dấu lần đầu tiên một Ranger bị giết trong loạt phim. Phần đặc biệt này của Power Rangers đã được ghi nhận là sản phẩm đắt nhất của bộ truyện cho đến nay.

## Nội dung
Lấy bối cảnh sau các sự kiện của Power Rangers In Space, bốn thanh niên từ Angel Grove (Leo và Mike Corbett, Kai Chen và Kendrix Morgan) rời khỏi thuộc địa không gian Terra Venture tìm kiếm một thế giới mới như Trái đất. Sau đó, họ gặp một thợ máy tên Damon Henderson, một cô gái tên Maya dẫn họ đến chỗ năm thanh kiếm thần bí được gọi là Quasar Sabers trên hành tinh quê nhà Mirinoi. Sau khi rút lưỡi dao ra khỏi hòn đá, Mike rơi vào một kẽ hở, anh đưa thanh kiếm của mình cho em trai Leo.
Với Quasar Sabres, các thiếu niên biến thành Galaxy Power Rangers và sử dụng chúng để chiến đấu với các nhân vật phản diện không gian từ hai phần khác nhau của thiên hà. Những nhân vật phản diện này bao gồm Scorpius, Trakeena, Deviot và Captain Mutiny.
Deviot tham gia vào cuộc chiến của Thuyền trưởng chống lại Biệt đội và cố gắng biến tất cả các công dân của Liên doanh Terra thành nô lệ của mình cho mục đích khai thác cho "Chiến lợi phẩm". Thuộc địa thoát khỏi thiên hà sau khi Mike hy sinh quyền hạn của mình để giữ cho một cổng thông tin mở.
Sau đó, Deviot trở lại Trakeena, nhưng, đến lúc này, cô đã biết được sự phản bội của anh ta và cố gắng tiêu diệt anh ta, đuổi theo anh ta qua con tàu và vào cái kén mà Scorpius đã hợp nhất họ và lái Trakeena điên loạn, và sử dụng đội quân của cô ta được trang bị bom, làm tê liệt Liên doanh Terra và phá hủy Stratoforce và Centaurus Megazords. Điều này buộc người dân thuộc địa phải sơ tán đến một hành tinh gần đó. Trakeena đuổi theo nhưng Biệt đội phá hủy tàu của cô bằng cách tự hủy Astro Megaship, nhưng vụ nổ khiến Leo mắc kẹt trên mặt trăng. Trakeena, người sống sót sau vụ nổ, mặc dù bị sẹo và bị thương, cuối cùng cũng đến điểm phá vỡ của mình và sử dụng cái kén để biến thành một sinh vật côn trùng để xâm nhập vào xác tàu của Terra Venture và sử dụng sức mạnh của mình để đưa nó vào một hành trình sụp đổ đến hành tinh bên dưới để tiêu diệt nó và những người dưới đây Leo bước vào và ngay sau đó là các Biệt đội khác cố gắng ngăn cô lại, nhưng dần dần bị vượt qua bởi sức mạnh mới của Trakeena. Cô chỉ bị đánh bại sau Leo, sử dụng Battlizer của anh ta, làm nổ tung cô ở phạm vi trống trải gần như tự hủy hoại bản thân trong quá trình này. Vào thời điểm này, thuộc địa gần như bị sụp đổ nhưng Galaxy Megazord chuyển hướng và đặt nó trên một khoảng trống lớn trong một vụ nổ, những người thực dân, đã lo sợ điều tồi tệ hơn cho Biệt đội, đã nhẹ nhõm và vui mừng khi họ thoát khỏi vụ nổ trên Galactabeast. Sau đó, Zords tiết lộ cho Biệt đội mà họ đã hạ cánh là Mirinoi và trả lại thanh kiếm cho bàn thờ đá. Điều này khôi phục lại nơi sinh sống bị hóa đá của nó và, với niềm vui của Rangers, cũng khôi phục Kendrix cho cuộc sống. Sau đó, thực dân định cư trên Mirinoi khi bộ truyện kết thúc.

## Diễn viên và nhân vật
- Danny Slavin trong vai Leo Corbett, Red Galaxy Ranger.
- Archie Kao (Cao Thánh Viễn) trong vai Kai Chen, Blue Galaxy Ranger.
- Reggie Rolle trong vai Damon Henderson,Blue Galaxy Ranger thứ 2.
- Cerina Vincent trong vai Maya, Yellow Galaxy Ranger.
- Valerie Vernon trong vai Kendrix Morgan, Ranger Galaxy hồng đầu tiên.
- Melody Perkins trong vai Astronema / Karone, Galaxy Ranger hồng thứ hai
- Russell Lawrence trong vai Mike Corbett, Người bảo vệ Magna thứ hai.
- Wendee Lee là giọng ca của Alpha 6
- Donene Kistler trong vai Alpha 6 (Tập 10-11)
- Heide Karp trong vai Alpha 6 (Tập 14-15)
- Michelle Tillman trong vai Alpha 6 (Tập 29-44)
- Julie Maddalena là giọng nói của DECA
- Tom Whyte trong vai Tư lệnh Stanton
- Jack Betts làm Ủy viên Brody
- Betty Hawkins là Cao ủy Renier
- Kerrigan Mahan là giọng nói của Magna Defender gốc
- Ryan James trong vai Zika
- Paul Schrier trong vai Farkus "Số lượng lớn" Bulkmeier
- Jack Banning là Giáo sư Hiện tượng
- Christopher Khayman Lee trong vai Andros, Kiểm lâm không gian đỏ
- Roger Velasco trong vai Carlos Vallerte, Black Galaxy Ranger
- Selwyn Ward trong vai TJ Johnson, Blue Space Ranger
- Tracy Lynn Cruz trong vai Ashley Hammond, Yellow Galaxy Ranger thứ 2.
- Patricia Ja Lee trong vai Cassie Chan, Kiểm lâm không gian màu hồng
- Amy Miller trong vai Trakeena
- Kim Strauss là giọng nói của Scorpius
- Tom Wyner là giọng nói của Furio
- Derek Stephen Prince là giọng nói của Treacheron
- Bob Papenbrook là giọng nói của Deviot
- David Lodge là giọng nói của Villamax
- Richard Cansino là giọng nói của Kegler
- Mike Reynold là giọng nói của Thuyền trưởng Mutiny
- Richard Epcar là giọng nói của Barbarax
- Rajia Baroudi là giọng nói của Hexuba
- Patrick David là giọng nói của Psycho Red
- Michael Maize là giọng ca của Psycho Black
- Wally Wingert là giọng ca của Psycho Blue
- Kamera Walton là giọng nói của Psycho Yellow
- Vicki Davis là giọng ca tâm lý của Pink